# Kleine koavink
De kleine koavink (Rhodacanthis flaviceps) is een uitgestorven zangvogel uit de familie Fringillidae (vinkachtigen).

## Verspreiding en leefgebied
Deze soort was endemisch op Hawaï. Het laatste exemplaar werd waargenomen in 1891.